# Ejército Revolucionario de Liberación del Azawad
El Ejército Revolucionario de Liberación del Azawad ( ARLA ) Armée Révolutionnaire de Libération de l'Azawad es un grupo rebelde tuareg formado en el norte de Malí durante la rebelión tuareg de 1990-1996 . 

## Histórico
El movimiento nació en 1991 de una división del Movimiento Popular para la Liberación de Azawad (MPLA). Agrupa principalmente a tuaregs de la tribu Imghads y está dirigida por Abderamane Ghala. El Hadj Ag Gamou también se encuentra entre los miembros de este grupo.
Unos meses después de su nacimiento, el PMRA se unió a los Movimientos y Frentes unificados de Azawad (MFUA) con los que firmó el 11 de avril de 1992 , el Pacto Nacional con Bamako.
En 1993 y 1994, un conflicto enfrentó al ARLA y al MPA, dominado por los Ifoghas . Los rebeldes imghad  secuestraron a Intalla Ag Attaher, el amenogal de los Ifoghas, posteriormente liberado. El ARLA fue finalmente perseguido en el Adrar Tigharghar y la región de Kidal por las fuerzas del Movimiento Popular del Azawad lideradas por Iyad Ag Ghali.